# Mehmed Kara Haydar-oghlu
Mehmed Kara Haydar-oghlu fou un destacat cap de bandits de la Turquia otomana (vers 1644-1648). Va reunir una banda de notables bandits; tots els que exercien el bandidatge a l'època hi estaven vinculats. En un moment (1648) va dirigir 700 homes coneguts com a sekban sarudja o lewend (vagabunds, en realitat soldats sense feina).
El seu pare Kara Haydar era un anomenat cap de bandits que va actuar des de 1640 a la regió entre Eski Shehir i Esmirna. Es va posar preu al seu cap vers 1642 i fou capturat i mort a Uluborlu vers el 1643. El seu fill Mehmed va ocupar el seu lloc, però no és esmentat fins al 1647. Va operar a les regions de Sarukhan, Ankara i Hamid a les rutes de caravanes.
A finals de 1647 va oferir entrar al servei de l'estat i va demanar ser nomenat sandjakbegi oferint el corresponent suborn, però tot i que va pagar el nomenament no li fou concedit. Llavors va dominar totes les rutes i va obligar a camperols i nobles a entrar al seu servei. El beglerbegi de Karaman Ibshir Mustafà Paixà fou nomenat serasker amb l'encàrrec de combatre a Mehmed amb el suport del beglerbegi d'Anadolu, Ibrahim Paixà, però les forces d'Ibshir no el van poder capturar (març de 1648) i Ibshir va abandonar al rebre ordes d'anar a combatre el wali rebel de Sivas, Varvar Ali Paixà, i per causa dels esdeveniments a la capital que van suposar la destitució del sultà Ibrahim I substituït per Mehmet IV. Aquest va enviar al nou beglerbegi d'Anadolu Ahmad Paixà contra Mehmed, però fou derrotat prop d'Afyon Karahisar l'agost/setembre de 1648 i va resultar mort. Moltes tropes es van passar al cap de bandits que llavors tenia un prestigi immens. El nou beglerbegi d'Anadolu Ketendji Ömer Paixazade Mehmed Paixà fou enviat contra Mehmed amb poder il·limitats i amb el suport del governador de Karaman i del sandjakbeg de Bolu. Mehmed va oferir la seva rendició a canvi d'un càrrec però li fou refusada.
Llavors va saquejar Kara Hisar, i va atacar Isparta però prop d'aquesta vila va caure en una emboscada i ferit, fou fet presoner i enviat a Istanbul; fou penjat al cap de poc a Parmak-Kapi. Va esdevenir aviat un heroi popular.